# James M. Garnett
James Mercer Garnett (* 8. Juni 1770 bei Loretto, Essex County, Colony of Virginia; † 23. April 1843 ebenda) war ein US-amerikanischer Politiker. Zwischen 1805 und 1809 vertrat er den Bundesstaat Virginia im US-Repräsentantenhaus.

## Werdegang
James Garnett war der ältere Bruder von Robert S. Garnett (1789–1840), Cousin von Charles F. Mercer (1778–1858) und Großvater von Muscoe Russell Hunter Garnett (1821–1864), die alle Kongressabgeordnete waren. Er besuchte private Schulen und betätigte sich danach als Pflanzer. Gleichzeitig schlug er als Mitglied der Demokratisch-Republikanischen Partei eine politische Laufbahn ein. In den Jahren 1800 und 1801 saß er im Abgeordnetenhaus von Virginia.
Bei den Kongresswahlen des Jahres 1804 wurde Garnett im elften Wahlbezirk von Virginia in das US-Repräsentantenhaus in Washington, D.C. gewählt, wo er am 4. März 1805 die Nachfolge von Anthony New antrat. Nach einer Wiederwahl konnte er bis zum 3. März 1809 zwei Legislaturperioden im Kongress absolvieren. 1807 gehörte er zu der Jury, die den früheren Vizepräsidenten Aaron Burr wegen Hochverrats anklagte. Im Jahr 1808 verzichtete er auf eine weitere Kandidatur.
Nach dem Ende seiner Zeit im US-Repräsentantenhaus war Garnett wieder als Pflanzer tätig. Auf seiner Plantage leitete er eine Knabenschule. Zwischen 1817 und 1837 fungierte er Präsident der Fredericksburg Agricultural Society. In den Jahren 1824 und 1825 war er nochmals Abgeordneter im Staatsparlament. Sowohl im Jahr 1821 als auch 1831 war er Delegierter auf Versammlungen gegen die Zollbestimmungen. Garnett war auch einer der Gründer der Landwirtschaftlichen Gesellschaft von Virginia. Außerdem war er Vizepräsident der Virginia Colonization Society. Im Jahr 1829 nahm er an einer Versammlung zur Überarbeitung der Verfassung von Virginia teil. Er starb am 23. April 1843 auf seinem Anwesen Elmwood nahe Loretto, wo er auch beigesetzt wurde.